# Червона Долина (Синельниківський район)
Черво́на Доли́на — село в Україні, у Васильківській селищній громаді Синельниківського району Дніпропетровської області. Населення становить 80 осіб. До 2020 року орган місцевого самоврядування — Павлівська сільська рада.

## Географія
Село Червона Долина розташоване за 104 км від обласного центру та 57 км від районного центру, на березі річки Соломчина (в цьому місці річка пересихає, на ній зроблено декілька загат). На східному півдні межує з селом Павлівка, на сході — з селом Шев'якине, на півночі — з селом Шев'якине, Зоря та на заході — з селищем Крутоярка. Поруч пролягає залізниця Синельникове II — Чаплине, зупинний пункт Крутоярка (за 2 км).

## Історія
12 червня 2020 року, відповідно до розпорядження Кабінету Міністрів України № 709-р від «Про визначення адміністративних центрів та затвердження територій територіальних громад Дніпропетровської області», увійшло до складу Васильківської селищної громади.
19 липня 2020 року, в результаті адміністративно-територіальної реформи та ліквідації Васильківського району, село увійшло до складу новоутвореного Синельниківського району.